# 日本三忠臣
日本三忠臣（にほんさんちゅうしん）は、勤皇思想が広まった江戸時代の儒学者安東省菴によって忠臣とされた平重盛、藤原藤房、楠木正成の3人のこと。安東著の『三忠伝』に記述がみられる（国文学研究資料館のサイトで閲覧可）。

## 概略
| 氏名     | 氏名 | 出生年 | 死亡年 |
| -------- | ---- | ------ | ------ |
| 平重盛   |      | 1138年 | 1179年 |
| 藤原藤房 |      | 1296年 | 不詳   |
| 楠木正成 |      | 1294年 | 1336年 |

- 平重盛は勤皇思想が広まった江戸時代後期になって、重盛は後白河法皇を庇って父・清盛を諌め、そのため命をすり減らしたという伝承から高く評価されるようになった。

- 藤原藤房は流布本巻13「藤房卿遁世の事」[1]において、藤房は武家の棟梁の出現を危惧し、再三諫言を繰り返すも、後醍醐天皇に聞き入れられないまま、元弘3年の翌年（1334年）3月11日に八幡行幸に同行した後、岩倉で不二坊という僧のもと出家。天皇は慌てて宣房に命じて藤房を召還させたが、既に行方を晦ましていたため、再会は叶わなかったという記述がある。

- 楠木正成は江戸時代において、死を賭して朝廷に尽くした忠臣として見直された。